# Gratentour
Gratentour este o comună în departamentul Haute-Garonne din sudul Franței. În 2009 avea o populație de 3.585 de locuitori.

## Evoluția populației
| An        | 1975 | 1982  | 1990  | 1999  | 2006  | 2009  |
| --------- | ---- | ----- | ----- | ----- | ----- | ----- |
| Populație | 924  | 1.574 | 2.518 | 3.035 | 3.491 | 3.585 |

## Monumente

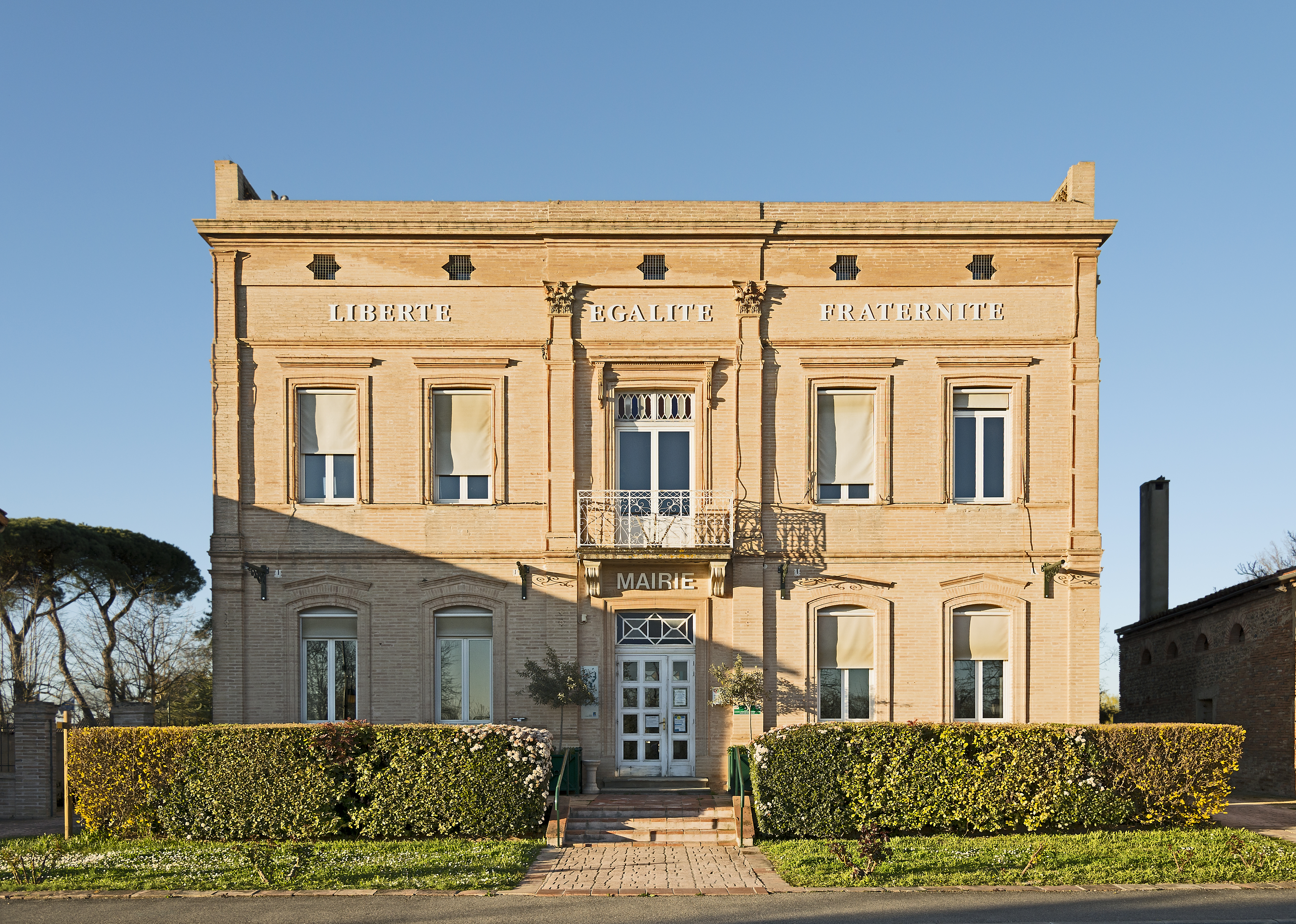
Primărie.
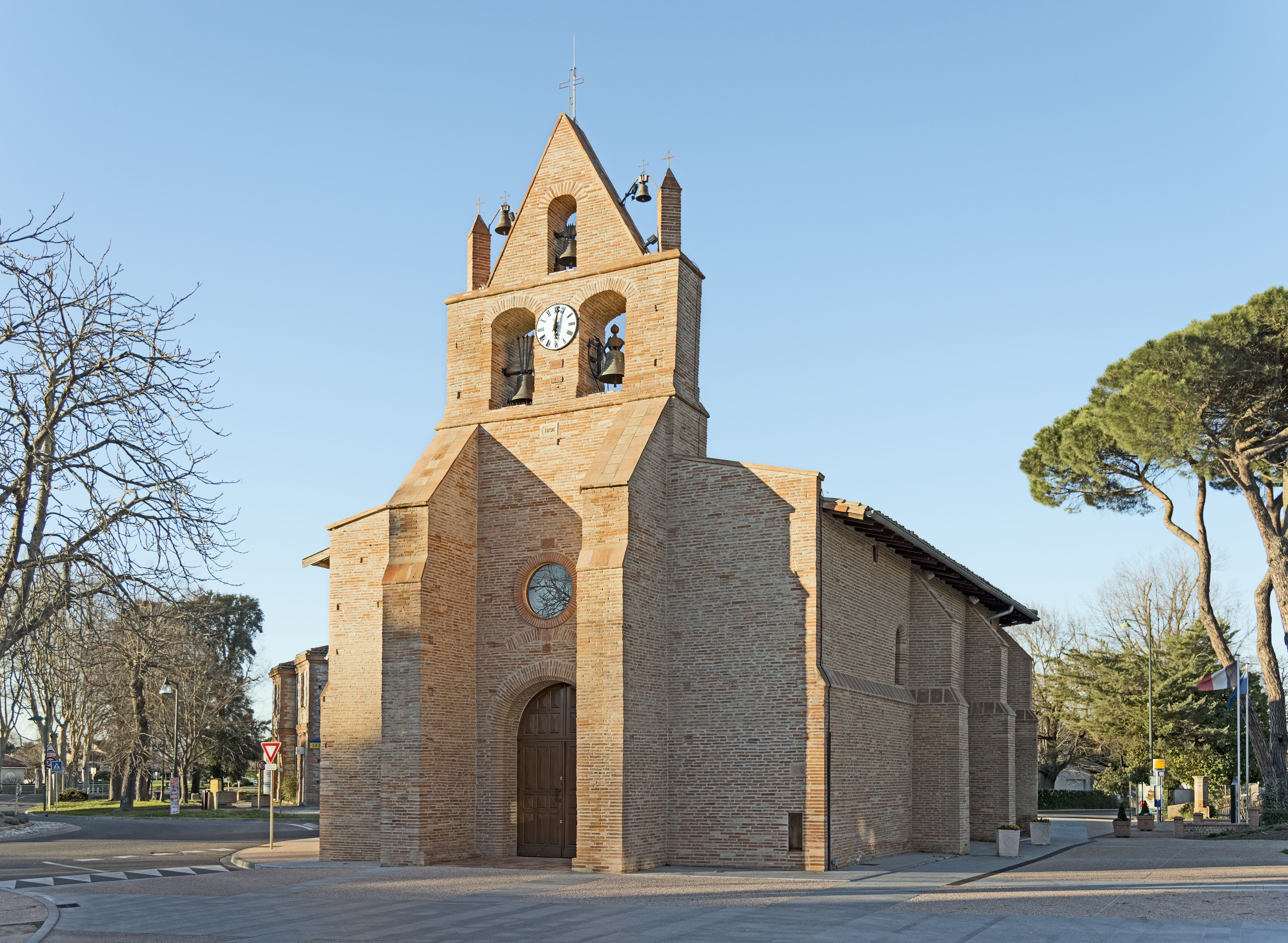
Biserica.
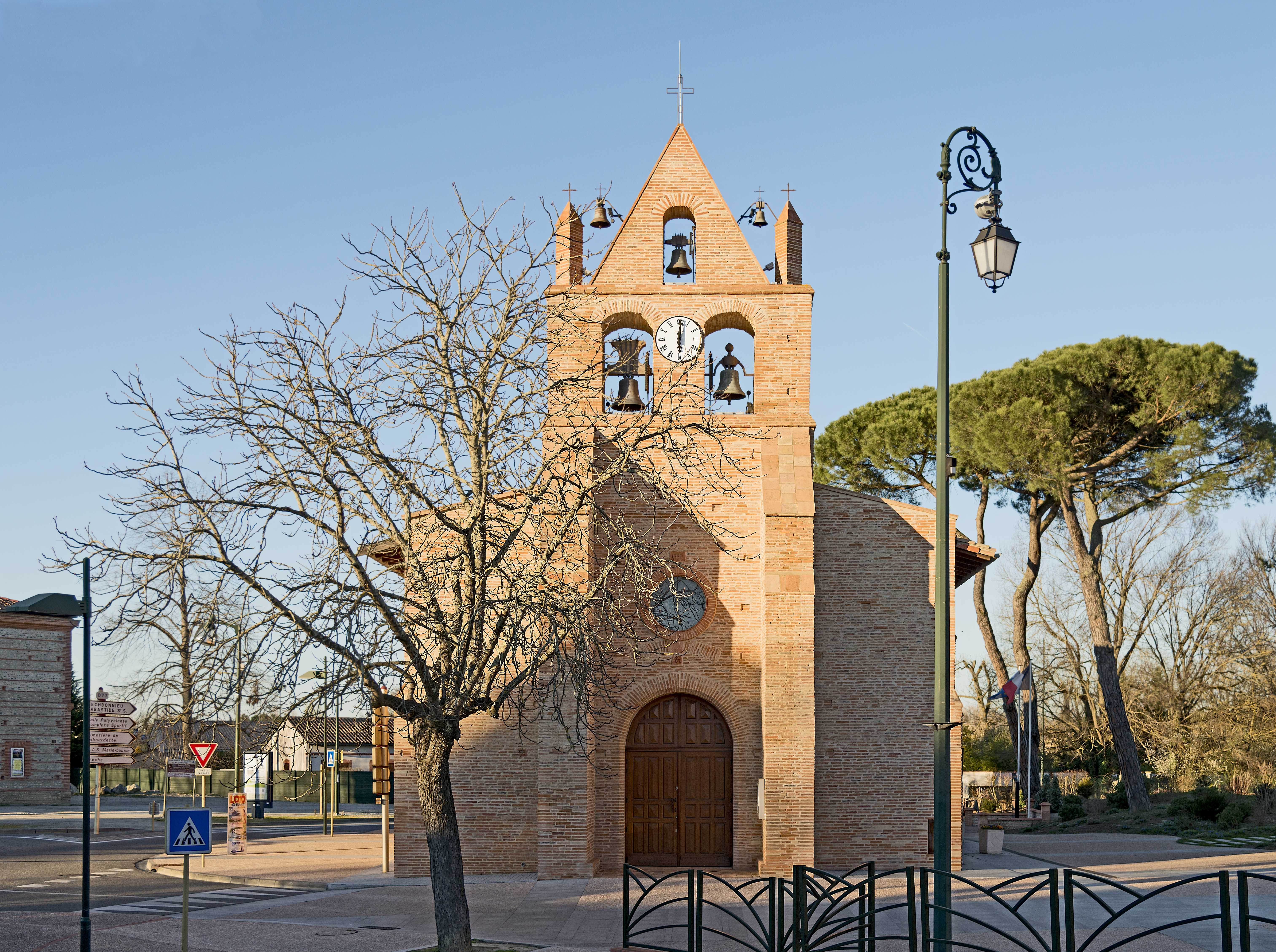
Biserica.